# Bijagarh
Bijagarh fou un antic fort a les muntanyes Satpura, antiga capital de la província de Nimar. Va donar nom a un dels districtes de l'estat d'Holkar (Indore) format per tot el sud de Nimar excepte una comarca que pertanyia a Barwani.